# Пономарёв, Олег Сергеевич
Оле́г Серге́евич Пономарёв (род. 30 мая 1992, Пермь) — российский биатлонист и лыжник. Бронзовый призёр зимних Паралимпийских игр, серебряный призёр чемпионата мира, многократный победитель этапов кубка мира по лыжным гонкам, обладатель 3 места в общем зачете кубка мира 2018 . Заслуженный мастер спорта России лыжным гонкам среди спортсменов с нарушением зрения.

## Награды
- Медаль ордена «За заслуги перед Отечеством» II степени (17 марта 2014 года) — за большой вклад в развитие физической культуры и спорта, высокие спортивные достижения на XI Паралимпийских зимних играх 2014 года в городе Сочи[1].
- Заслуженный мастер спорта России.